# 980

## Родени
- Авицена, ирански учен († 1037 г.)
- Святополк I, велик княз на Киевска Рус
- Ярослав I, велик княз на Киевска Рус

## Починали
- Ярополк I, княз на Киевска Рус